# Hunger Games (série de films)
Pour les articles homonymes, voir Hunger Games.
 Pour plus de détails, voir Fiche technique et Distribution
Hunger Games est une pentalogie cinématographique de science-fiction américaine, basée sur l'œuvre éponyme en quatre volumes de Suzanne Collins. 
Les films qui composent cette série sont : Hunger Games (sorti en 2012), Hunger Games : L'Embrasement (2013), Hunger Games : La Révolte, partie 1 (2014), Hunger Games : La Révolte, partie 2 (2015) ainsi qu'une préquelle : Hunger Games : La Ballade du serpent et de l'oiseau chanteur (2023). 
Cette série décrit les aventures d'une jeune fille nommée Katniss Everdeen qui doit participer aux Hunger Games, un combat à mort télévisé dans lequel 24 adolescents sont contraints de s'entretuer afin de divertir les dirigeants d'un régime totalitaire.
Elle décrit également comment Katniss devient le symbole de la rébellion contre le pouvoir en place.  
Le dernier film, qui se déroule 64 ans avant l'histoire originale, est une préquelle centrée sur le personnage de Coriolanus Snow. Ce dernier est sorti au cinéma le 15 novembre 2023.  
Le premier film est réalisé par Gary Ross, et les quatre derniers par Francis Lawrence.  
À l'image des romans dont ils sont tirés, les films possèdent par ailleurs un certain nombre de références à l'Antiquité et à la mythologie gréco-romaine.

## Synopsis

### Hunger Games

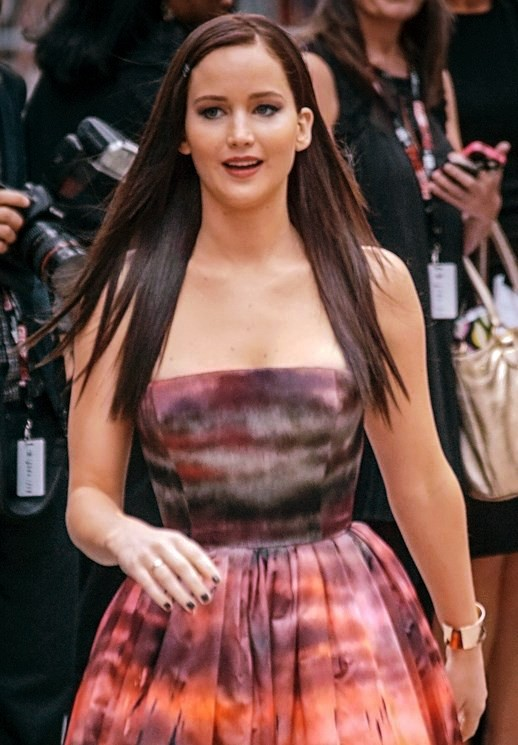
Jennifer Lawrence incarne Katniss Everdeen dans l'adaptation cinématographique de la saga.

Katniss Everdeen, jeune fille de 16 ans, vit dans le district 12 d'un État nommé Panem, qui était précédemment l'Amérique du Nord. Les habitants des 12 districts de Panem vivent sous la coupe du Capitole, un puissant gouvernement autoritaire dirigé par le président Snow, qui a dans le passé réprimé une insurrection ayant dégénéré en guerre civile en détruisant le district 13. À la suite de cette guerre, le Capitole a décidé d'organiser chaque année un jeu télévisé, les Hunger Games, pour contrôler le peuple par la peur. Les 24 participants au jeu, qu'on nomme les « tributs », sont recrutés en tirant au sort deux adolescents, une fille et un garçon tous deux âgés de 12 à 18 ans, dans chacun des 12 districts de Panem. Les tributs doivent ensuite s'affronter dans une arène (un vaste territoire qui mélange éléments réels et virtuels, ville en ruine, forêts, fauves…) au cours d'un combat à mort, au terme duquel il ne peut y avoir qu'un seul vainqueur.
Lors des sélections de la 74e édition des Hunger Games, Prim, la jeune sœur de Katniss âgée de 12 ans, est tirée au sort pour représenter le district 12. Katniss se porte alors volontaire pour prendre sa place, afin de la sauver d'une mort certaine. Le tirage au sort choisit ensuite Peeta Mellark, le fils du boulanger, qui aime Katniss en secret depuis toujours.
Aidée par son mentor Haymitch Abernathy, dans l'arène, lors des « jeux de la faim », Katniss doit se défendre face aux autres tributs et trouve une alliée en la personne de la jeune Rue du district 11, une fillette de 12 ans comme sa sœur, qui est tuée sous ses yeux. Le respect qu'elle lui montre lors d'une cérémonie funèbre improvisée déclenche des heurts dans le onzième district ainsi qu'un élan de sympathie parmi les spectateurs des autres districts. Ces réactions du peuple poussent les autorités du Capitole à modifier les règles du jeu au milieu de celui-ci, permettant qu'il y ait désormais deux survivants si ceux-ci sont du même district. À la suite de ce changement, Katniss parvient à sauver Peeta, et les deux adolescents unissent leurs forces pour le combat.
Restant les seuls survivants après une ultime bataille, Katniss et Peeta se voient signifier une nouvelle modification des règles et le retour à un unique vainqueur. Ils décident donc de se suicider en consommant des baies toxiques pour échapper à ce cruel destin. Mais le haut juge Seneca Crane, le créateur des 74es Hunger Games, les en empêche au tout dernier moment et les déclare vainqueurs de ces 74es Hunger Games. Il le paiera de sa vie, tandis que Katniss, pour s'être publiquement rebellée contre le destin qui lui était promis par le régime du Capitole et du président Snow, va devenir le symbole de la population opprimée et s'attirer l'hostilité du pouvoir…

### Hunger Games: L'Embrasement
Gagnants des 74es Hunger Games, Katniss Everdeen et Peeta Mellark habitent maintenant dans le village des vainqueurs du district 12, en compagnie de leur mentor Haymitch Abernathy. Ils doivent effectuer une tournée à travers tous les districts de Panem, mais avant cela, le président Snow rend visite à Katniss et la menace de s'en prendre à tous ses proches si elle ne fait pas le nécessaire pour tenter d'éteindre la rébellion dont elle est en train de devenir le symbole. Elle doit pour cela démontrer qu'elle file le parfait amour avec Peeta. Lors de la tournée, les deux adolescents voient la rébellion contre le Capitole prendre de l'ampleur, tandis que Snow, en compagnie du haut-juge Plutarch Heavensbee, cherche le meilleur moyen d'éliminer l'adolescente en évitant toutefois d'en faire une martyre.
Ainsi, Snow annonce que les prochains Hunger Games seront ceux de l'Expiation : cette version des jeux comporte des règles supplémentaires qui accentuent la cruauté de l'évènement et du message qu'il fait passer. Ils sont organisés tous les vingt-cinq ans, et la dernière édition a mis aux prises un nombre deux fois plus grand de tributs (48 concurrents, soit quatre par district au lieu de deux). La règle de la 75e édition consiste à tirer au sort vingt-quatre tributs (deux par district) parmi les anciens vainqueurs encore en vie, afin que tous sachent « qu'ils ne sont pas plus forts que le Capitole et qu'on ne peut aller contre son pouvoir ».
Pour le district 12, étant la seule femme, Katniss est désignée d'office, alors que Peeta Mellark se porte volontaire au moment où Haymitch est tiré au sort. Déterminés à se protéger l'un l'autre, les deux adolescents doivent affronter de multiples dangers mortels lors de ces Jeux, personnalisés par leurs adversaires ou par une série de catastrophes planifiées. Nouant des alliances avec d'autres concurrents (Finnick Odair et Mags, Beetee et Wiress, Johanna Mason), ils comprennent le fonctionnement de l'arène, la façon dont se produisent, heure par heure, les différentes catastrophes, et montent un stratagème pour se débarrasser de leurs derniers rivaux. Beetee attache un fil électrique à un arbre, où doit tomber la foudre ; Katniss et Johanna partent le dérouler jusqu'au lac au centre de l'arène afin de l'électriser. C’est à ce moment que Johanna assomme Katniss afin de lui retirer le mouchard qu'elle porte à l'intérieur de son bras. Reprenant connaissance, elle revient vers l'arbre, attache le fil métallique à une flèche et la tire vers le dôme qui entoure l'arène, le faisant exploser, ce qui la projette au sol, inconsciente. Mais ce qu’elle ignore, c’est qu’elle vient de détruire le champ de force du dôme...
Katniss est récupérée par un aéroglisseur. Elle se réveille, pensant avoir été capturée par le Capitole en apercevant le haut-juge Heavensbee. En réalité, elle a été exfiltrée par les rebelles dont il est un des chefs. L'aéroglisseur est en route vers leur repaire, le district 13. Elle apprend alors que Peeta et Johanna sont entre les mains du Capitole, ce qui la met dans une rage folle. Placée sous sédatif, elle se réveille plus tard aux côtés de son ami Gale Hawthorne. Ce dernier lui apprend que le District 12 a été bombardé et rayé de la carte, mais qu'il a réussi à sauver sa mère et sa sœur Primrose. La dernière image du film montre le visage de Katniss en gros plan passant en quelques secondes de l'étonnement à la peur, puis au désespoir et enfin à une farouche détermination…

### Hunger Games: La Révolte
Après la fin « explosive » des derniers Hunger Games, Katniss Everdeen, le « Geai Moqueur » (Mockingjay qui est le titre en anglais du roman et du film) est devenu le symbole de la rébellion qui embrase tous les districts de Panem. Elle endosse son rôle de meneuse et s'engage physiquement dans le conflit, également déterminée à libérer Peeta des griffes du Capitole. Le troisième et dernier roman de la saga écrite par Suzanne Collins est divisé en deux parties à l'écran dont la première est sortie en novembre 2014 et la deuxième en novembre 2015.

#### Partie 1

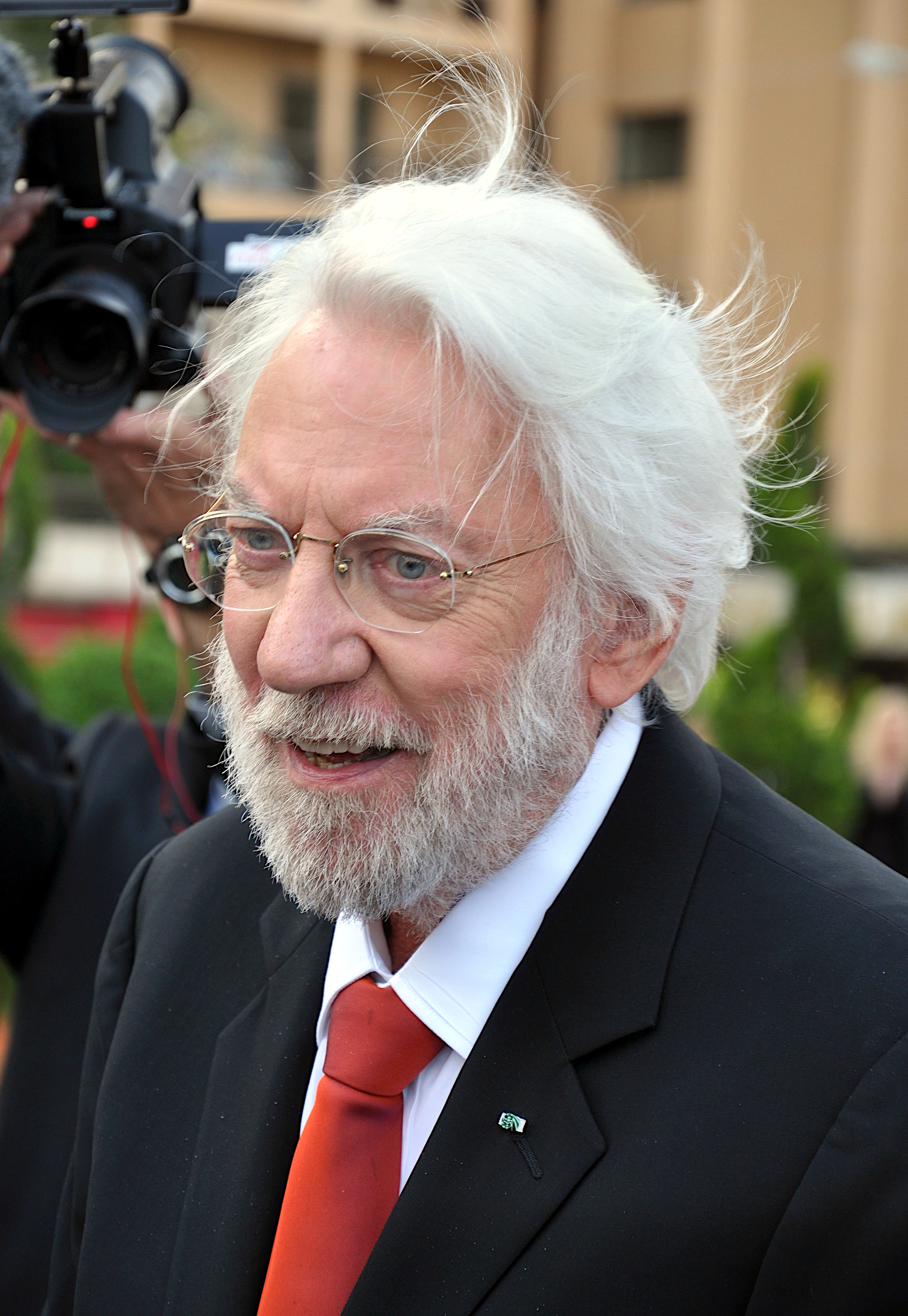
Donald Sutherland incarne le président de Panem Coriolanus Snow.

Après l'explosion de l'arène des jeux, Katniss Everdeen et deux autres survivants des 75es Hunger Games ou troisièmes Jeux de l'Expiation (Finnick Odair et Beetee Latier), ainsi que le Haut Juge des jeux Plutarch Heavensbee impliqué dans la rébellion ont pris la fuite vers le District 13. Elle y retrouve sa mère, sa sœur Prim et Gale. Elle rencontre la présidente Coin qui veut que Katniss incarne le Geai moqueur, symbole de la révolte, dans des spots de propagande afin d'unifier les districts contre le Capitole. Réticente au début, elle finit par accepter devant l'horreur commise par le Capitole sur ordre du président Snow contre les actes de rébellion, notamment au District 12 complètement rasé après la fin des 75es Hunger Games ; à condition que les vainqueurs retenus au Capitole soient libérés, particulièrement Peeta qui sert d'arme pour le président Snow.

#### Partie 2
Alors que Panem est ravagé par une guerre désormais totale, Katniss et le président Snow vont s'affronter pour la dernière fois. Katniss et ses plus proches amis — Gale, Finnick et Peeta — sont en route pour le capitole : ils vont risquer leurs vies pour tenter d'assassiner le président Snow, qui s'est lui-même juré de détruire Katniss. Les pièges mortels, les ennemis et les choix déchirants qui attendent Katniss seront des épreuves bien pires que tout ce qu'elle a déjà pu affronter dans l'arène. D'une certaine manière, ils participent tous aux 76es Hunger Games. Au moment où Katniss réussit à atteindre la demeure du président Snow, un bombardement a lieu, au cours duquel sa sœur Prim et d'autres enfants du Capitole sont tués. Snow est vaincu, mais lorsque Katniss apprend que c'est la dirigeante Coin qui a orchestré le bombardement qui a tué sa sœur, c'est sur elle qu'elle tire lors de l'exécution de Snow. Celui-ci, riant de la décision de Katniss, est alors lynché par la foule. Par la suite, des élections ont lieu. 
À la fin de l'histoire, Katniss vit avec Peeta Melark dans le District 12 avec leurs deux enfants, une fille et un garçon. Ils vivent leurs vies tranquillement malgré un passé douloureux.

### Hunger Games: La Ballade du serpent et de l'oiseau chanteur
Plus de 60 ans avant les quatre premiers volets de la saga, le jeune Coriolanus Snow est choisi comme mentor du District 12.
Il doit encadrer une jeune fille nommée Lucy Gray Baird, qui représente le District 12 lors de la dixième édition des Hunger Games, une compétition mortelle organisée par le Capitole pour punir les Districts qui s'étaient révoltés quelques années auparavant durant la période appelée « les Jours sombres ».

### Références à la mythologie grecque

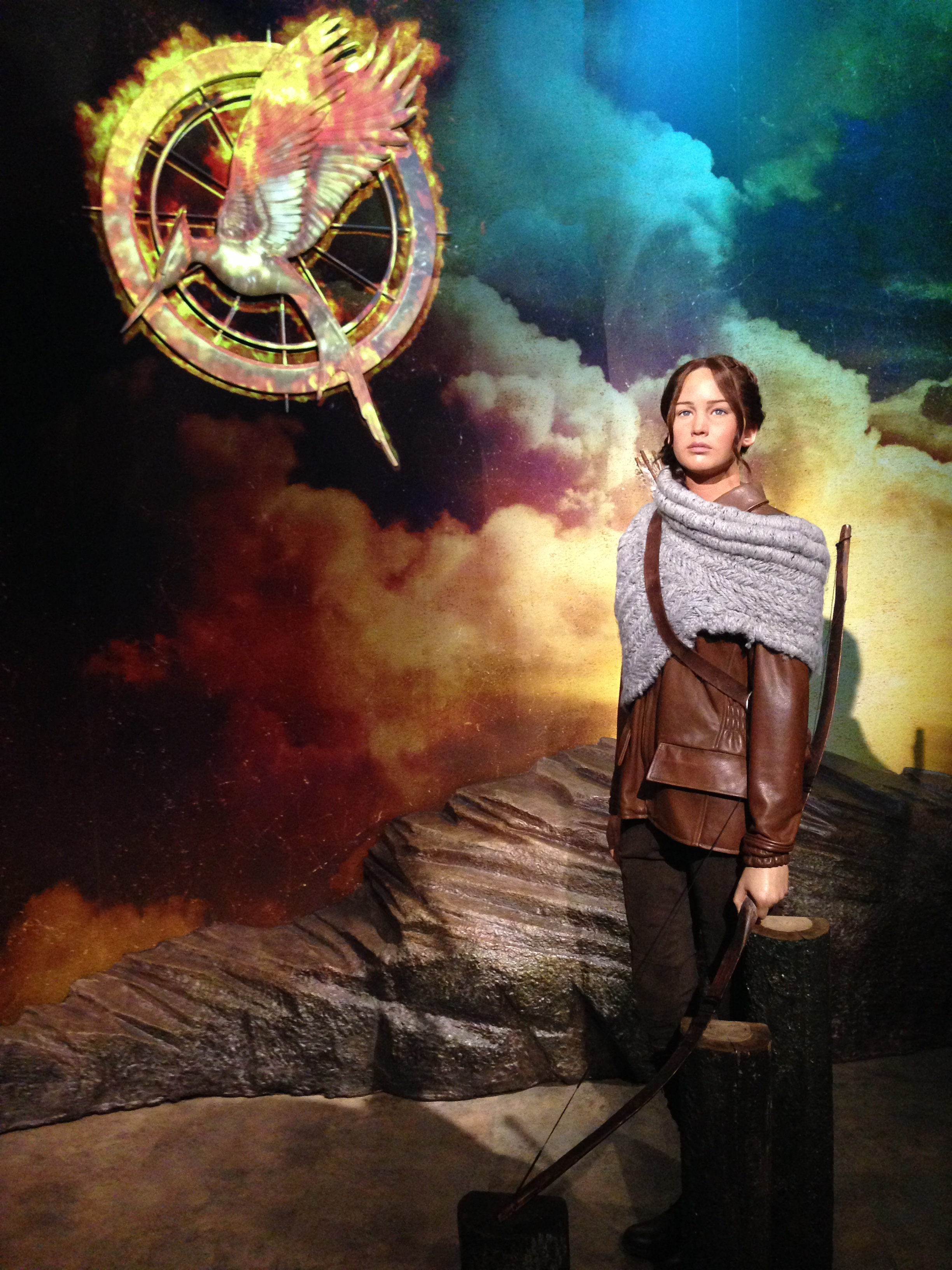
Dans Hunger Games, Jennifer Lawrence incarne Katniss Everdeen, un personnage inspiré du héros Thésée et de la déesse Artémis.

### Références à la Rome antique

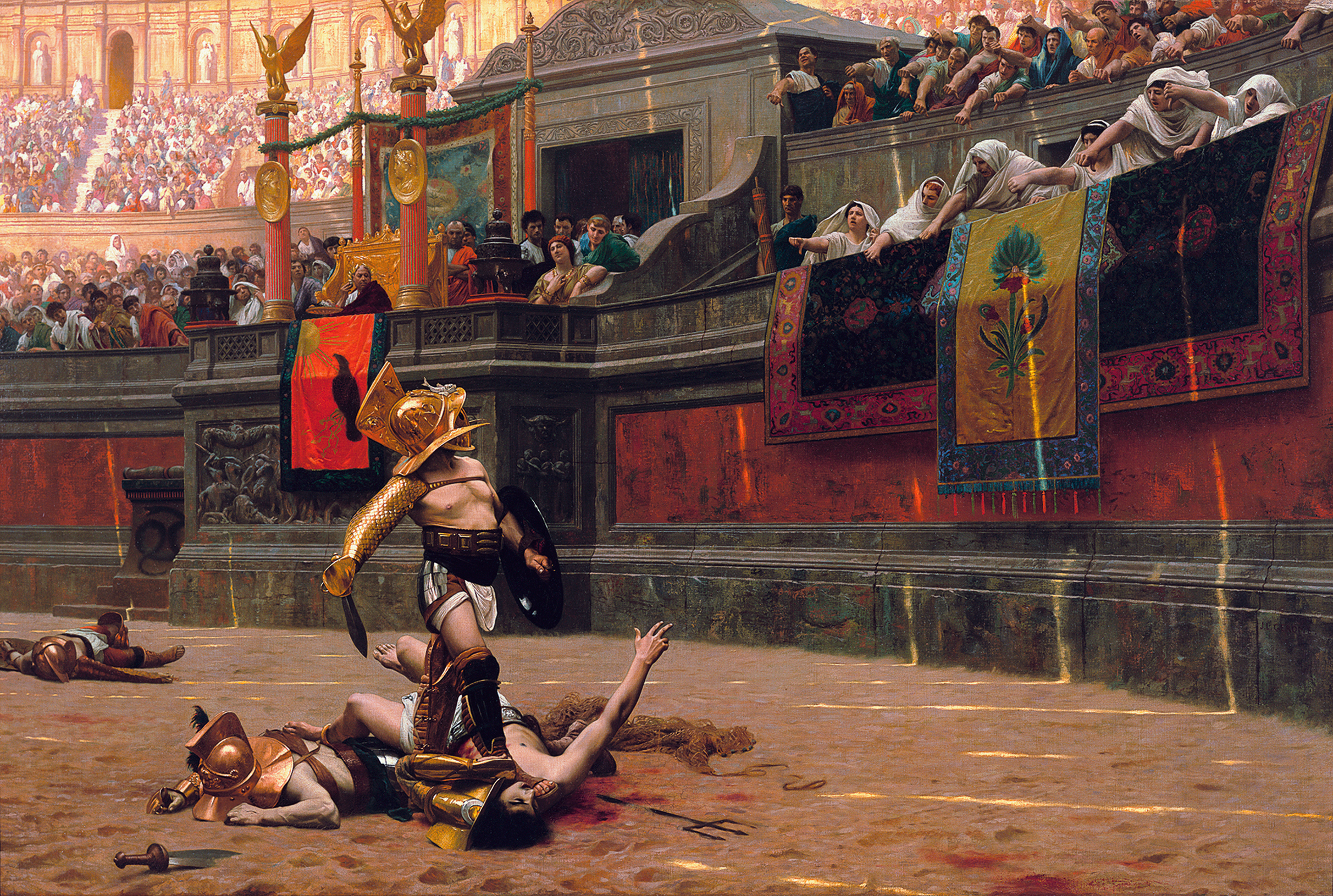
L'arène dHunger Games serait inspirée de l'arène des gladiateurs à Rome.